# Finché non cala il buio
Finché non cala il buio è il primo romanzo del Ciclo di Sookie Stackhouse scritta da Charlaine Harris.
Il romanzo racconta la vita di Sookie Stackhouse, giovane cameriera telepate di Bon Temps, immaginaria cittadina della Louisiana, e del suo mondo, in cui vampiri, mutaforma ed altri esseri sovrannaturali coesistono con gli esseri umani. Nel romanzo viene raccontata la storia d'amore tra Sookie e il centenario vampiro Bill Compton, osteggiata dai pregiudizi e da alcuni omicidi che si verificano nella cittadina in cui vivono.
Il romanzo ha venduto, solo negli Stati Uniti, oltre tre milioni di copie. Su di esso la HBO ha basato la prima stagione della serie televisiva True Blood. Finché non cala il buio è stato pubblicato per la prima volta in Italia nel 2007 da Delos Books e successivamente ripubblicato da Fazi Editore, in concomitanza della messa in onda della serie televisiva.

## Trama
Da quando una ditta giapponese ha inventato un sangue artificiale, il True Blood, venduto come una bevanda, i vampiri, temute e leggendarie creature della notte, possono vivere tranquillamente come normali cittadini. 
A Bon Temps, una piccola cittadina della Louisiana, vive Sookie Stackhouse, assieme alla nonna e al fratello Jason, che però abita nella casa dei defunti genitori. Sookie lavora come cameriera al Merlotte's e ha il dono della telepatia, suo malgrado può sentire i pensieri delle persone attorno a lei. Una sera nel locale in cui lavora entra il vampiro centenario Bill Compton, da cui rimane subito affascinata, anche per il fatto di non riuscire a sentirne i pensieri. 
Nel locale Bill viene avvicinato dai Rattrays, chiamati da Sookie "i Ratti", una coppia di balordi che vogliono rubare il suo prezioso sangue per rivenderlo, dato che il sangue dei vampiri se bevuto dagli umani può guarire e ridare energia al corpo. Salvato dal tempestivo arrivo di Sookie, Bill è riconoscente alla ragazza, dandole un appuntamento dopo il lavoro, ma ad aspettare Sookie fuori dal locale non c'è Bill, bensì i Rattrays, che l'aggrediscono picchiandola ferocemente. Bill la soccorre facendole bere il proprio sangue, che le cura le ferite. Tra i due nasce un sentimento e una passione, che li porta a doversi battere contro i pregiudizi della gente. Nonostante il forte sentimento nei confronti di Bill, Sookie vive nella paura del mondo dei vampiri, in cui non tutti sono amichevoli con gli esseri umani.
Nel frattempo a Bon Temps iniziano a verificarsi degli omicidi e la gente sospetta di Bill, dopo che si viene a sapere che le vittime avevano morsi di vampiro sul corpo. La polizia locale invece sospetta che l'autore degli omicidi sia Jason, il fratello di Sookie, a causa della sua implicazione sessuale con due delle vittime. Per risalire al vero omicida, Sookie si reca assieme a Bill al Fangtasia, un locale di vampiri che si trova a Shreveport, lì conosce Eric Northman, un potente vampiro a capo dell'Area 5. Grazie alla sua telepatia, Sookie avvisa che nel locale sta per avvenire una retata mettendo così a conoscenza Eric del suo dono, che ne rimane profondamente affascinato. Successivamente Sookie e Bill dovranno sottostare alle gerarchie vampiriche e al potere di Eric, che richiederà la consulenza di Sookie per scoprire chi ha rubato un'ingente somma di denaro dal suo locale. Utilizzando la telepatia, Sookie scopre che il responsabile è Longshadow, il barista vampiro del Fangtasia, che una volta scoperto aggredisce Sookie, ma il pronto intervento di Bill la salva da morte certa.
Ancora sconvolta dagli ultimi avvenimenti, tornata a casa, Sookie scopre il cadavere dell'amata nonna in una pozza di sangue. Disperata, la ragazza capisce che la nonna è stata vittima del serial killer che da tempo terrorizza Bon Temps, sentendosi a sua volta in pericolo. Nonostante la morte della nonna e i litigi con il fratello, Sookie cerca di farsi forza per andare avanti. Allo scopo di ottenere più potere nella gerarchia vampirica, così da contrastare Eric, Bill si reca a New Orleans, ma per non lasciare sola Sookie, la affida alla custodia di una guardia del corpo, un vampiro ritardato, ma estremamente forte, di nome Bubba. Nonostante la presenza costante di Bubba, Sookie decide di portarsi a casa un cane che da tempo le gira attorno e che lei chiama Dean, ma la compagnia del quadrupede le riserverà una sorpresa, il cane in realtà è Sam, il suo datore di lavoro. Sam infatti è un mutaforma che ha il dono di trasformarsi in qualsiasi animale.
Rimasta sola in casa, Sookie avverte la presenza di qualcuno, spaventata decide di recarsi alla casa di Bill, che sta al di là del cimitero. Nel tragitto Sookie viene inseguita dal serial killer che si rivelerà essere Rene Lenier, amico e collega di suo fratello Jason nonché fidanzato della sua collega Arlene. L'uomo, odiando estremamente i vampiri, è arrivato ad uccidere tutte le donne legate in qualche modo a loro, tra cui sua sorella Cindy. Dopo una lunga e faticosa lotta, Sookie riesce a salvarsi riportando però numerose ferite e venendo ricoverata in ospedale. Rene invece viene ricoverato in rianimazione e piantonato dalla polizia. In ospedale Sookie riceve la visita di amici e parenti e mazzi di fiori, tra cui uno di Eric, infine Bill torna da lei, appena nominato investigatore dell'Area 5, promettendole un vita tranquilla e normale, se così si può dire.

## Personaggi

### Principali
- Sookie Stackhouse – Protagonista del romanzo, cameriera telepate che lavora al Merlotte's nella piccola cittadina di Bon Temps.
- Bill Compton – Vampiro centenario, reduce dalla guerra civile. È fidanzato con Sookie e cerca di vivere una vita tranquilla.
- Sam Merlotte – Proprietario del Merlotte's, dove lavora Sookie, per cui prova dei sentimenti. Egli è un mutaforma, che può trasformarsi in cane.

### Secondari
- Jason Stackhouse – Fratello di Sookie, dalla vita sessuale agitata, che lo porta ad essere sospettato di alcuni omicidi.
- Arlene Fowler – Amica e collega di Sookie. Con alle spalle diversi matrimoni, ora è fidanzata con Rene Lenier.
- Andy Bellefleur – Detective di Bon Temps, insicuro e desideroso di maggior rispetto.
- Eric Northman – Potente vampiro, sceriffo dell'Area 5. È proprietario di un locale per vampiri chiamato Fangtasia.
- Pam – Co-proprietaria del Fangtasia e spalla di Eric, da cui è stata creata.
- Adele Hale Stackhouse – Nonna di Sookie e Jason
- Malcom, Diane e Liam – Gruppo di vampiri che non vuole integrarsi con gli umani, spaventando Sookie e gli abitanti di Bon Temps.
- Rene Lenier – Fidanzato di Arlene e amico di Jason.

### Minori
- Dawn Green – Cameriera vampirofila del Merlotte's. È una delle vittime del serial killer.
- JB du Done – Amico di Sookie
- Bubba – Vampiro incaricato da Bill per proteggere Sookie. Ha una passione per il sangue dei gatti. La reale identità di Bubba è misteriosa: nel romanzo viene citato come l'"Uomo di Memphis", trasformato in vampiro da un fan quando era in fin di vita, ma la cui trasformazione ha subito degli inconvenienti, causandone un ritardo mentale. Il nome vero e proprio non viene mai citato, ma è abbastanza chiaro che ogni riferimento porti al "Re del Rock".
- Sid Matt Lancaster – Avvocato che difende Jason.
- Kenya Jones – Detective di Bon Temps.
- Charlsie Tooten – Collega di Sookie.
- Lafayette – Cuoco gay del Merlotte's.
- Hoyt Fortenberry – Amico di Jason e cliente del Merlotte's.
- Long Shadow – Vampiro che lavora come barman al Fangtasia, viene ucciso da Bill quando scopre che è un ladro.
- Terry Bellefleur – Cugino di Andy Bellefleur. Reduce della guerra in Iraq, lavora al Merlotte's come barman.

## Adattamento televisivo
Finché non cala il buio è stato adattato dalla HBO in una seria televisiva chiamata True Blood, la prima stagione si basa interamente sul romanzo. Notevoli sono le differenze tra romanzo e serie televisiva, in primis la storia viene raccontata attraverso il punto di vista dei vari personaggi e non solo dal punto di vista di Sookie, come nel romanzo. Il personaggio di Tara Thornton, presente nella serie televisiva, è stato introdotto solamente a partire dal secondo romanzo, Morti viventi a Dallas. 
In True Blood Bill uccide Longshadow mentre nel romanzo è Eric ad ucciderlo, In True Blood quando Sookie viene aggredita dal serial killer in suo soccorso intervengono sia Bill che Sam, mentre nel romanzo Sookie lotta da sola contro il suo aggressore, senza però ucciderlo, come succede nella serie TV. Inoltre, nella serie televisiva, viene dato più risalto al personaggio di Lafayette, che nel romanzo è un personaggio marginale. Il personaggio di Bubba non è presente in True Blood, infatti nella serie della HBO Bill chiede a Sam di proteggere Sookie.

## Edizioni
- Charlaine Harris, Finché non cala il buio, traduzione di Annarita Guarnieri, Delos Books, 2007,  p. 356, ISBN 978-88-89096-69-7.
- Charlaine Harris, Finché non cala il buio, traduzione di Annarita Guarnieri, Fazi Editore, 2009,  p. 341, ISBN 978-88-7625-058-3.